# Norska rännan

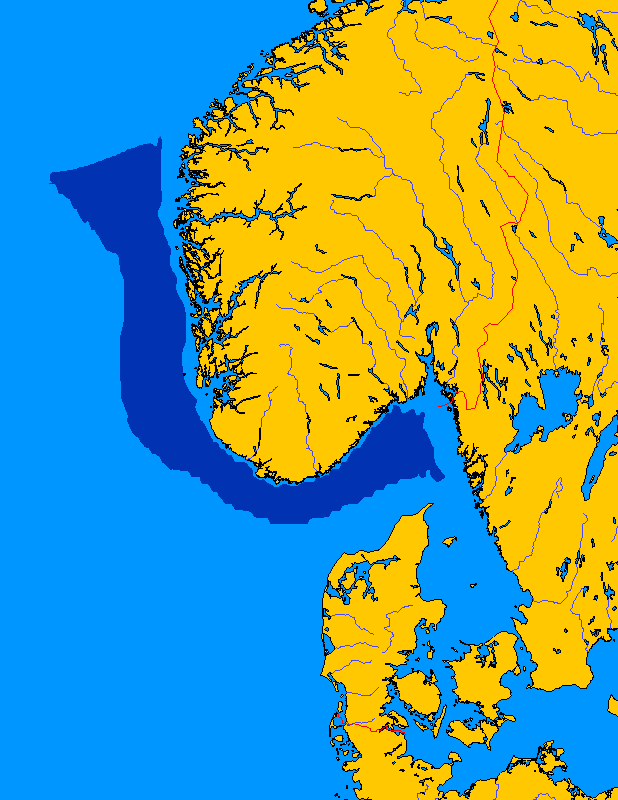
Norska rännan

Norska rännan är en djupränna, som delvis går genom Skagerrak. Rännan går från yttre Oslofjorden utefter norska Sörlandets kust. Rännan viker därefter av uppefter norska Västlandet och står i förbindelse med djuphavet. Djuprännorna i Koster- och Väderöfjorden är förbundna med Norska rännan.
Det högsta djupet, 725 meter, är beläget i Skagerrak.